# Erromantzatua
Erromantzatua (cooficialment en castellà Romanzado) és un municipi de Navarra, a la comarca de Lumbier, dins la merindad de Sangüesa. Està format pels concejos d'Arboniés, Bigüézal i Domeño i pels indrets d'Adansa, Iso, Napal, Orradre, Usún, Berroya i Murillo-Berroya.

## Topònim
El nom de Romanzado s'ha associat tradicionalment a la seva condició de frontera lingüística entre la Navarra bascòfona i la Navarra romanç. El nom Romanzado derivaria de la paraula llatina * romanicatus (el romanitzat). El terme contraposat seria vascongado de * vasconicatus. Sembla que el terme Romanzado és relativament recent i apareix el segle xvi com una subdivisió de la Vall d'Urraul. A partir del XVI, durant diversos segles, el Romanzado hagué de formar una espècie de tascó lingüístic romanç entre territori vascòfon. Ramón Menéndez Pidal considerava que al Romanzado havia penetrat el romanç prou tardanament perquè els territoris veïns, situats més al sud, oblidats ja de la seva pròpia romanització, li diguessin així. La veritat és que durant l'edat moderna, el Romanzado va ser territori castellanoparlant, mentre que la resta de la Vall d'Urraul en el qual s'inscrivia era bascòfona. Julio Caro Baroja, no obstant això, no creia que el nom de la vall denotés una diferenciació lingüística, sinó una diferenciació jurídica respecte a la resta de la Vall d'Urraul, per la qual els pobladors de la terra dita Romanzado haurien estat subjectes a normes distintes que els dels voltants.
Alguns autors consideren que el nom és més antic i es remunta a la Romanització, havent estat el Romanzado un antiguíssim tascó de territori romanitzat al Saltus vascó. El nom basc del municipi és Erromantzatua, segons té establert l'Euskaltzaindia però manca de caràcter oficial en ser un municipi inscrit en la Zona no bascòfona de Navarra. En llengua basca se li sol dir també Urraul-Ekialdekoa (Urraul Oriental).

## Demografia
| Evolució demogràfica                                     | Evolució demogràfica | Evolució demogràfica | Evolució demogràfica | Evolució demogràfica | Evolució demogràfica | Evolució demogràfica | Evolució demogràfica | Evolució demogràfica | Evolució demogràfica | Evolució demogràfica |
| 1996                                                     | 1998                 | 1999                 | 2000                 | 2001                 | 2002                 | 2003                 | 2004                 | 2005                 | 2006                 | 2007                 |
| -------------------------------------------------------- | -------------------- | -------------------- | -------------------- | -------------------- | -------------------- | -------------------- | -------------------- | -------------------- | -------------------- | -------------------- |
| 161                                                      | 162                  | 167                  | 168                  | 166                  | 163                  | 149                  | 154                  | 151                  | 154                  | 166                  |
| Fonts: Erromantzatua i Institut d'Estadística de Navarra |                      |                      |                      |                      |                      |                      |                      |                      |                      |                      |